# Slough
Slough /ˈslaʊ/  é uma cidade do condado de Berkshire no sul da Inglaterra. Tem uma superfície de 32,54 km² com 119.070 habitantes segundo o censo de  2001, com uma previsão de 122.000 habitantes para 2006. É a cidade com a maior diversidade étnica do Reino Unido.
A maior parte da área de Slough era tradicionalmente parte de  Buckinghamshire e foi formada durante anos pela amalgamação de vilas ao longo da  Great West Road entre Londres, Bath e  Bristol. O nome provavelmente deriva da grande quantidade de áreas pantanosas (slough) existentes na  área, apesar de alguns acreditarem que pode referir-se aos  arbustos endrina, que em inglês é chamado Sloe.
A cidade de Slough está situada a 35 km ao oeste da área central  de Londres e a 32 km  ao leste de Reading. As cidades mais próximas são  Windsor ao sul, Maidenhead ao oeste, Uxbridge ao nordeste e  Bracknell ao sudoeste.
Nos últimos anos ocorreu um declínio das indústrias  manufatureiras em Slough,  sendo substituídas por escritórios modernos como a  Nintendo, Black and Decker, Ferrari, Fiat, Maserati, e a filial britânica  Amazon.com. As principais indústrias sediadas em Slough são  "Imperial Chemical Industries", com produção de tintas, e a "Satchwell"  manufaturando produtos elétricos e eletrônicos.
As ligações do transporte tornam a cidade ideal para aqueles que trabalham em Londres, atraindo um grande número de profissionais e novos moradores.
Através dos anos Slough expandiu-se enormemte, incorporando várias vilas. As vilas originais que agora formam  bairros  são: Chalvey, Cippenham, Colnbrook, Langley, Poyle, Upton, Wexham e parte de Burnha.
Com o crescimento, novas áreas passaram a fazer parte da cidade: Britwell,  Huntercombe,  Lynch Hill, Manor Park, Salt Hill,  Upton Lea e  Windsor Meadows.
Na área urbana,  sem fazer parte da cidade, fazem vizinhança  as localidades de Burnham, Datchet, Farnham Royal e Stoke. 
Pessoas famosas que estão associadas à cidade de Slough são: Caroline Herschel, John Herschel, William Herschel, Iain Lee, Robert Watson-Watt, Jimmy Carr e Tracey Ullman.
A cidade é, também, conhecida por ser o lugar onde se passa a versão britânica, produzida pela BBC, do seriado The Office, em que é representada como um lugar pós-industrial e depressivo. Na versão estadunidense do seriado, o escritório onde se passa The Office fica na "Slough Avenue", em Scranton.
1. ↑  postcards-from-slough http://www.postcards-from-slough.co.uk/home/the-office/. Consultado em 9 de abril de 2023 Em falta ou vazio |título= (ajuda)